# Rejon surgucki

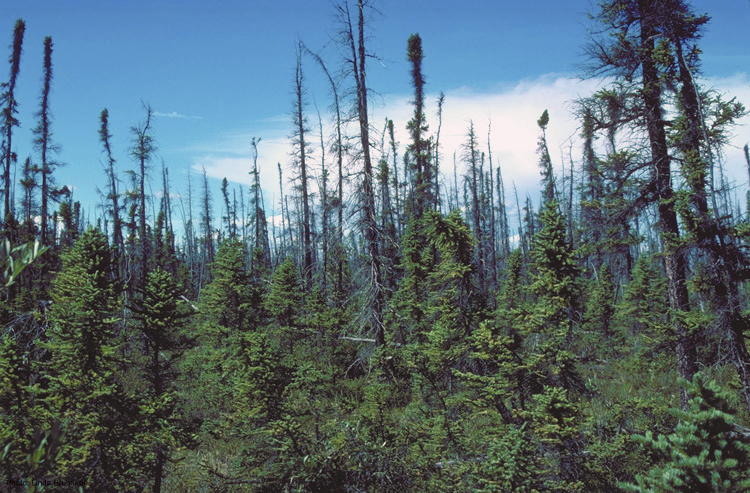
Tajga

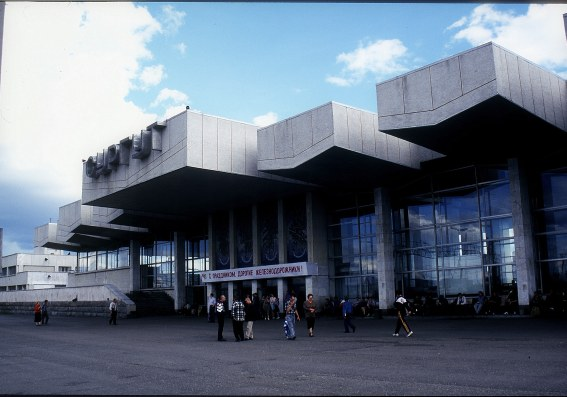
Surgut – stolica Rejonu

Rejon surgucki (ros. Сургутский район) – rejon wchodzący w skład położonego w zachodniej Syberii, na Nizinie Zachodniosyberyjskiej w azjatyckiej części Rosji Chanty-Mansyjskiego Okręgu Autonomicznego – Jugry.
Rejon jest najludniejszym rejonem Okręgu – liczy 111 806 mieszkańców (2005 r.), z czego 74 322 (2/3 populacji) stanowi ludność miejska.
Ośrodkiem administracyjnym jest miasto Surgut – największe miasto Okręgu Chanty-Mansyjskiego (291 750 mieszkańców – 2005 r.). Administracyjnie nie wchodzi ono jednak w skład rejonu i jak wszystkie duże miasta Chanty-Mansyjskiego Okręgu Autonomicznego – Jugry ma status miasta wydzielonego Okręgu.
Większość powierzchni rejonu pokrywa tajga. Duże obszary stanowią bagna. Występują liczne rzeki i bardzo liczne jeziora, z których kilka tysięcy ma powierzchnię przekraczającą 1 ha. Znajduje się tu Rezerwat przyrody „Juganskij”.
Klimat umiarkowany chłodny, wybitnie kontynentalny.
Ludność stanowią głównie Rosjanie i przedstawiciele innych europejskich narodów, osiedlających się w zachodniej Syberii m.in. Ukraińcy, Białorusini, Tatarzy i Baszkirzy. Na terenie Rejonu żyje pewna liczba rdzennych mieszkańców Chanty-Mansyjskiego OA – ugrofińskich Chantów i Mansów.
Na terenie rejonu występują złoża ropy naftowej i gazu ziemnego.